# 卡斯特利福尔特
卡斯特利福尔特，是西班牙瓦伦西亚自治区卡斯特利翁省的一个市镇。总面积67平方公里，总人口230人（2001年），人口密度3人/平方公里。